# Secretari
|  | Aquest article tracta sobre la professió. Si cerqueu si cerqueu l'ocell, vegeu «Secretari (ocell)». |

Un secretari, assistent personal o auxiliar administratiu és la persona encarregada de mantenir els arxius, atendre al telèfon, redactar correspondència, organitzar reunions i esdeveniments, i fer altres tasques administratives en una oficina o despatx, tant pública com privada. Aquestes funcions poden ser dutes a terme per assistir a una persona o bé per al benefici de més d'una. En altres situacions, un secretari és un funcionari d'una societat o organització que s'ocupa de la correspondència, admet nous membres i organitza reunions i esdeveniments oficials.
La feina de secretària requereix una varietat d'habilitats i gran capacitat d'adaptació a noves situacions.

## Funcions
Una persona amb aquest ofici té moltes tasques administratives. Tradicionalment, aquestes funcions es relacionaven principalment amb la correspondència, com la redacció de cartes, el manteniment de documents en paper, etc. L'arribada de processament de textos ha reduït considerablement el temps que aquestes tasques requereixen, amb el resultat que moltes noves tasques han passat a formar part de l'àmbit de la secretària. Aquestes poden incloure la gestió de pressupostos, la comptabilitat, el manteniment de llocs web i l'organització de viatges. Una secretària pot gestionar tots els detalls administratius del funcionament d'un congrés d'alt nivell o organitzar un càtering per dinar durant una reunió de treball. Sovint, els executius demanen als seus assistents que aixequin acta en les reunions i preparin els documents de reunió per a la seva revisió. També poden fer tràmits de personal que solien ser considerats com una funció de Recursos Humans, que fins i tot pot arribar a incloure la comprensió de les complexes normes sobre visats i immigració.

## Etimologia
El terme deriva de la paraula llatina secernere, "distingir" o "apartar", el participi passiu (secretum) que significa "haver estat separat", amb la connotació eventual d'alguna cosa privada o confidencial, com passa amb la paraula anglesa, secret. Un secretari era una persona, per tant, que supervisava els negocis de manera confidencial, generalment per a una persona poderosa (un rei, un papa, etc.). Com que els deures d'un secretari modern sovint encara inclouen el maneig d'informació confidencial, el significat literal del seu títol encara és cert.

## Història

### Orígens
Des del Renaixement fins a finals del segle xix, els homes que participaven en la correspondència diària i les activitats dels poderosos havien assumit el títol de secretari.
Amb el temps, igual que molts títols, el terme es va aplicar a més i més variades funcions, donant lloc a títols compostos per tal d'especificar millor les diverses tasques de secretaria, com secretari general, secretari de finances o secretari d'Estat. Només "secretari" es va mantenir en ús, tant com una abreviatura quan quedava clar pel context, com per a posicions relativament modestes, com la d'assistent administratiu del(s) funcionari(s) a càrrec, ja sigui individualment o com a membre d'una secretaria. A mesura que aquests llocs menys influents es van anar fent més femenins i comuns amb la multiplicació de burocràcies en els sectors públic i privat també es van anar encunyant noves paraules per descriure'ls, com la d'assistent personal.

## Evolucions modernes
A les dècades de 1840 i 1850, van sorgir escoles comercials per formar estudiants i dones les habilitats necessàries per treballar en una posició clerical. El 1870, Sir Isaac Pitman va fundar una escola on els estudiants podien qualificar-se com a escriptors taquigràfics per a "homes professionals i comercials". Originalment, aquesta escola era només per a estudiants masculins. El 1871, hi havia més de 150 escoles d'aquest tipus funcionant als Estats Units, un nombre que va créixer fins a 500 a la dècada de 1890.
A la dècada de 1880, amb la invenció de la màquina d'escriure, van començar a entrar més dones en aquesta feina i durant els anys vinents, sobretot des de la Primera Guerra Mundial, el paper de secretària s'ha associat principalment a les dones. A la dècada de 1930, menys homes entraven a la feina de secretaris.
En un esforç per promoure la professionalitat entre els secretaris dels Estats Units, l'any 1942 es va crear l'Associació de Secretaris Nacionals. Avui dia, aquesta organització es coneix com l'Associació Internacional de Professionals Administratius (IAAP). L'organització va desenvolupar la primera prova estandarditzada per a treballadors d'oficina anomenada Certified Professional Secretaries Examination (CPS). Va ser administrat per primera vegada l'any 1951.
A mitjans del segle xx, la necessitat de secretaris als Estats Units, era gran i les oficines i organitzacions comptaven amb grans grups de secretaries. En alguns casos, la demanda era prou gran com per estimular la contractació de secretaris a l'estranger; en particular, sovint hi havia una demanda constant de dones joves britàniques per anar als Estats Units i ocupar llocs de secretaria temporals o permanents. Es van crear diverses organitzacions per ajudar els secretaris de països estrangers, incloent la Societat de Secretaris Internacionals i l'Associació de Secretaris Britànics a Amèrica.